# Jacques Savary des Brûlons

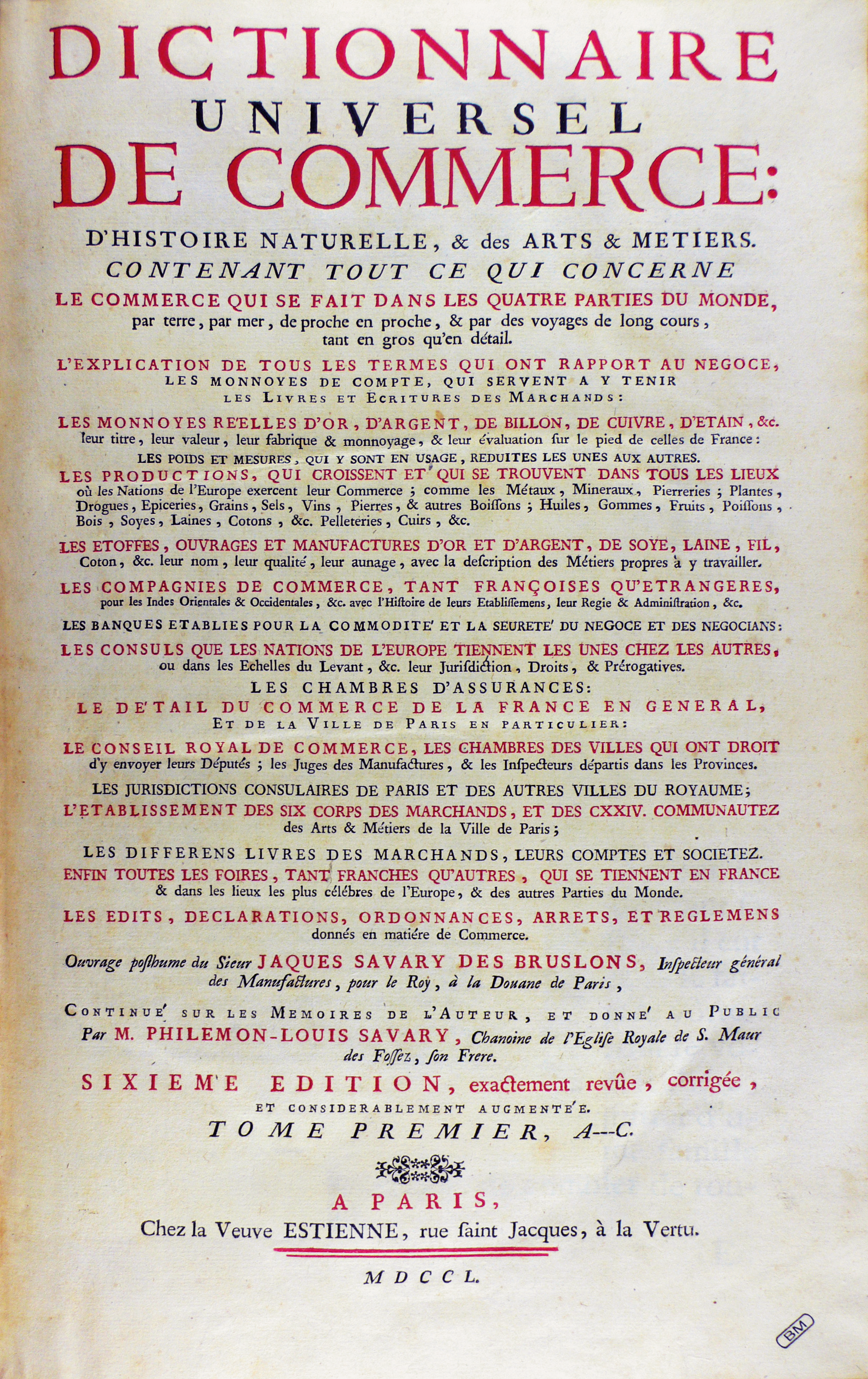
Dictionnaire universel de commerce, 1750 (Fondazione Mansutti, Milano).

Jacques Savary des Brûlons (Parigi, 1657 – 22 aprile 1716) è stato un funzionario e scrittore in materie economiche francese, noto principalmente per essere l'autore del "Dictionnaire universel de commerce".

## Biografia
Jacques Savary des Brûlons nacque a Parigi da Jacques Savary, funzionario che fece fortuna grazie all'appoggio del Sovrintendente alle finanze di Francia Nicolas Fouquet ed autore del trattato in materie di commercio Le Parfait Négociant.
Nel 1686 Francesco Michele Le Tellier, il potente Marchese di Louvois che era il principale consigliere di Re Luigi XIV, lo nominò  Ispettore generale delle dogane a Parigi.
Per proprio uso, iniziò a compilare un quaderno con un elenco di termini legati al commercio e all'industria abbinati a definizioni. Questa lista divenne sempre più corposa e sorse l'idea di trasformare questi appunti in un vero e proprio dizionario.
Jacques fu aiutato nella raccolta e nella riorganizzazione delle numerose informazioni necessarie alla pubblicazione dell'opera da suo fratello Louis-Philémon Savary (1654-1727), canonico nell'abazia di Saint-Maur-des-Fossés.
Nel 1713 Savary annunciò che la pubblicazione del suo dizionario sarebbe avvenuta entro l'anno successivo; ma, nello stesso 1713 subì un'operazione chirurgica e tre anni dopo morì senza aver avuto la soddisfazione di pubblicare il proprio lavoro.
Louis-Philémon Savary concluse l'opera del fratello e pubblicò il Dictionnaire universel de commerce nel 1723.

## Dictionnaire universel de commerce

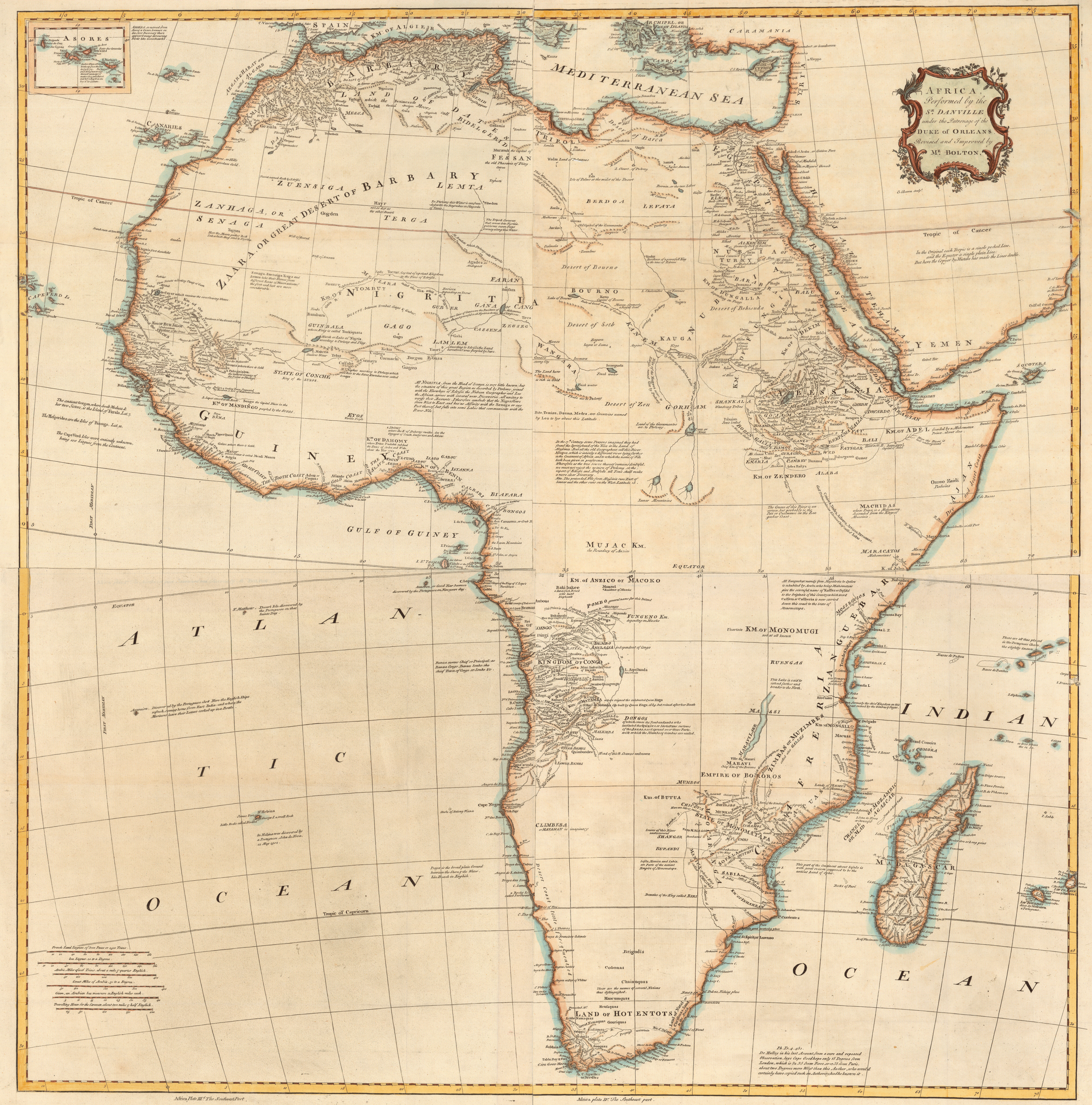
Mappa dell'Africa pubblicata in "The Universal Dictionary of Trade and Commerce" di Malachy Postlethwayt, traduzione ed adattamento in inglese del "Dictionnaire du Commerce" di Suvary.

L'unica pubblicazione di Jacques Savary des Brûlons fu il "Dictionnaire universel de commerce: d'histoire naturelle, & des arts & métiers" (in italiano: Dizionario universale del commercio: dei storia naturale, delle arti e dei mestieri).
Questa opera venne tradotta in molte lingue. Wyndham Beawes pubblicò a Londra nel 1751 il proprio "The Merchant's Directory, Being a Compleat Guide to all Men in Business", che si basava in larga parte sulla traduzione del Dizionario francese.
Il filosofo ed economista di Lipsia Carl Günther Ludovici effettuò una traduzione in tedesco del "Dictionnaire du Commerce".
Un'altra traduzione ed adattamento in inglese fu il "Universal Dictionary of Trade and Commerce", pubblicato nel 1774 da Malachy Postlethwayt.